# Marignac-en-Diois
 Marignac-en-Diois  là một xã thuộc tỉnh Drôme trong vùng Auvergne-Rhône-Alpes đông nam nước Pháp. Xã Marignac-en-Diois nằm ở khu vực có độ cao trung bình 623 mét trên mực nước biển.